# Ulliba
Ulliba fou el nom urartià d'una regió situada segons René Grousset a l'oest d'Alzini, a la regió de les fonts del riu Batman, regió després anomenada Sassun. Se l'anomena també Ulluba que era el seu nom assiri/arameu, i formava un petit regne en la zona d'influència d'Urartu que el 739 aC va ser conquerida per Teglatfalassar III d'Assíria esdevenint una província. Modernament la identificació d'aquesta terra s'ha desplaçat una mica al sud i se la suposa situada a la part nord de la moderna vila de Dohuk al Kurdistan Iraquià